# Automolis morosa
Automolis morosa är en fjärilsart som beskrevs av Sergius G. Kiriakoff 1957. Automolis morosa ingår i släktet Automolis och familjen björnspinnare. Inga underarter finns listade i Catalogue of Life.